# جوناس أكيرلوند
جوناس أكيرلوند هو مخرج أفلام وأغاني، كاتب وطبال سويدي ولد في 10 نوفمبر 1965.